# Saratoga (film 1945)
Saratoga  (Saratoga trunk) è un film del 1945 diretto da Sam Wood. È basato sul romanzo omonimo di Edna Ferber del 1941.

## Trama
Nel 1875, Clio Dulaine, figlia illegittima di un aristocratico creolo e di una donna francese, torna a New Orleans con un piano ben preciso: vendicarsi della potente famiglia Dulaine, responsabile dell’esilio suo e di sua madre Rita dopo uno scandalo culminato in una morte tragica. Con l’aiuto della fedele domestica Angelique e del servitore nano Cupidon, Clio ristruttura una vecchia casa su Rampart Street e si reinventa come la misteriosa "Comtesse de Chanfrais", decisa a ottenere rispetto, rivalsa e un matrimonio vantaggioso. Tuttavia, il destino la sorprende quando si innamora del carismatico ma cinico giocatore texano Clint Maroon, incontrato casualmente al mercato. Nonostante un inizio burrascoso, i due diventano amanti, anche se Clint, segnato dal passato, non crede nel matrimonio e promette di non ostacolare le ambizioni sociali di Clio. Clint lascia New Orleans per Saratoga Springs, dove intende affrontare Raymond Soule, un potente magnate ferroviario responsabile della rovina della sua famiglia. Clio, dopo aver ottenuto un risarcimento e il riconoscimento postumo della madre da parte dei Dulaine, lo raggiunge e punta a conquistare Bartholomew Van Steed, ricco erede di una compagnia ferroviaria. Con l’aiuto della sofisticata Sophie Bellop, si insinua tra i notabili locali fingendosi una vedova francese. Mentre il confronto tra Clint e Soule si fa sempre più pericoloso, Clio si trova divisa tra la ricerca del prestigio e il sentimento sincero che prova per Clint. La sua determinazione vacilla quando scopre i rischi corsi da Clint e Cupidon nella lotta per la ferrovia. Il destino dei protagonisti si gioca tra balli in maschera, lettere nascoste e treni lanciati a tutta velocità.

## Produzione
Scritto da Casey Robinson, il film è ambientato a New Orleans e nella località di villeggiatura di Saratoga Springs, nello stato di New York.

## Distribuzione
Girato nel 1943, il film non fu distribuito, negli Stati Uniti, fino al 1945.